# Sophie Kinsella
Madeleine Sophie Wickham (født Madeleine Sophie Townley, 12. december 1969) er en engelsk forfatter, som skriver i chicklit-genren. Hun har skrevet flere vellykkede romaner, som Madeleine Wickham. og er bedst kendt for sit arbejde under pseudonymet Sophie Kinsella. De første to romaner i hendes bestseller Shopaholic-serie, The Secret Dreamworld of a Shopaholic og Shopaholic Abroad. som blev tilpasset i filmen Confessions of a Shopaholic med Isla Fisher.